# 露特·富克斯
露特·富克斯（德語：Ruth Fuchs，1946年12月14日—2023年9月20日），德国女子田径运动员，主攻标枪。她曾代表东德参加1972年、1976年和1980年夏季奥林匹克运动会田径比赛，获得二枚金牌。